# District de Garhwa
Le district de Garhwa est un district de l'état du Jharkhand, en Inde,

## Géographie
Au recensement de 2011, sa population compte 1 322 387 habitants.
Son chef-lieu est la ville de Garhwa. 